# Черемхов (Львовская область)
Черемхов (укр. Черемхів) — село в Ходоровской городской общине Стрыйского района Львовской области Украины.
Население по переписи 2001 года составляло 237 человек. Занимает площадь 0,86 км². Почтовый индекс — 81765. Телефонный код — 3239.